# La Latette
La Latette település Franciaországban, Jura megyében. Lakosainak száma 77 fő (2022. január 1.). La Latette Longcochon, Fraroz, Cerniébaud, Rix és Mignovillard községekkel határos.

## Népesség
A település népességének változása:
| Lakosok száma | 101  | 72   | 72   | 63   | 73   | 68   | 73   | 80   | 79   | 77   |
|               | 1968 | 1982 | 1990 | 2006 | 2013 | 2015 | 2017 | 2019 | 2020 | 2022 |